# コンキオリン

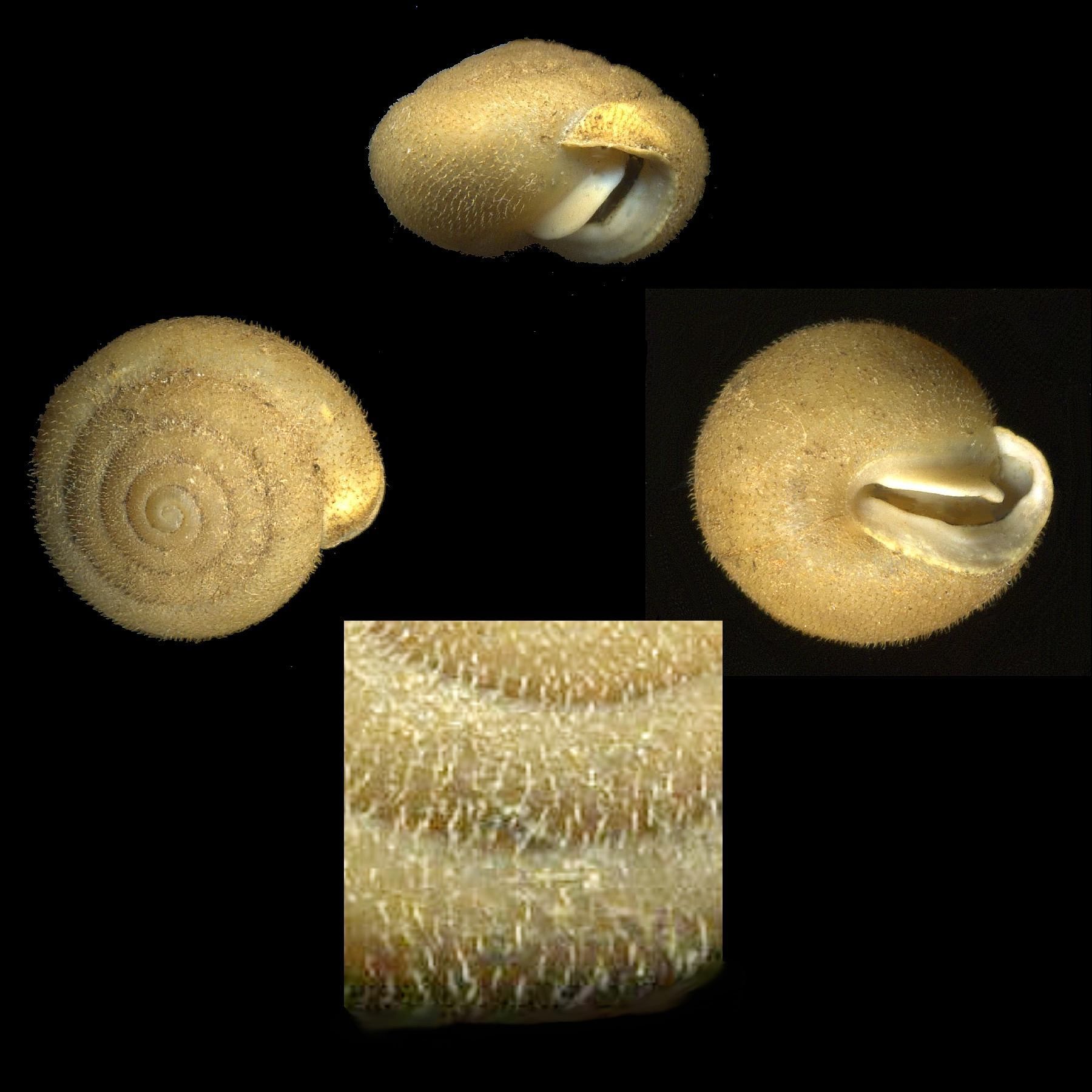
カタツムリの一種Stenotrema floridaの殻。殻皮層はタンパク質の層で、この種では微小な毛となり、ビロードのような外見、手触りを与える。

コンキオリン(Conchiolin)は、軟体動物の外上皮細胞（外套膜）から分泌される複合タンパク質である。
これらのタンパク質は、主にタンパク質と多糖で構成される有機高分子マトリックスの一部であり、結晶の核が形成され、成長するための微小環境を提供している。この構造は、殻に硬さを与えるアラゴナイト（アラレ石）の結晶を保持、結合する役割も果たす。
炭酸カルシウムの形成に必要なイオンも外套膜から分泌されるが、有機マトリックスが作る環境は、コラーゲンがハイドロキシアパタイトの結晶核形成を行うのと同様な方法で、（カルサイト（方解石）ではなく）アラゴナイトの結晶化を引き起こす。
コンキオリンは、鉱物粒子のための比較的柔軟で亀裂を妨げるマトリックスとしての役割を果たす。その強度とパールシンへの結合の強さによって、真珠層の形成等のいくつかの場合には、最終産物に優れた靱性を与える。
硬い炭酸カルシウムが沈着する殻と同様に、カタツムリ等の多くの軟体動物が殻皮層と呼ばれるコンキオリンで構成された外殻の層を持つ。特に酸性土壌での棲息に適応した陸上の数種のカタツムリは、成体であっても非常に薄く透明で褐色の殻を持ち、これらの殻はほぼ全てコンキオリンから構成されている。